# Università dell'Alabama
L'Università dell'Alabama (in lingua inglese: University of Alabama; detta anche Alabama, UA o Bama) è una università degli studi pubblica statunitense, fondata nel 1831, la cui sede è a Tuscaloosa (Alabama).
Con l'Università dell'Alabama a Birmingham  (University of Alabama at Birmingham, UAB) e all'Università dell'Alabama a Huntsville (University of Alabama in Huntsville, UAH) costituisce il Sistema universitario dell'Alabama (University of Alabama System).